# Trolltinden
Trolltinden (ou Trolltindene, Trolltindane), littéralement « montagne du troll », est un massif montagneux en Norvège situé dans la commune de Rauma et dans le parc national de Reinheimen. Le plus haut pic est nommé Breitinden (1 797 mètres). 
Le massif comprend une succession de hautes falaises nommées Trollveggen.

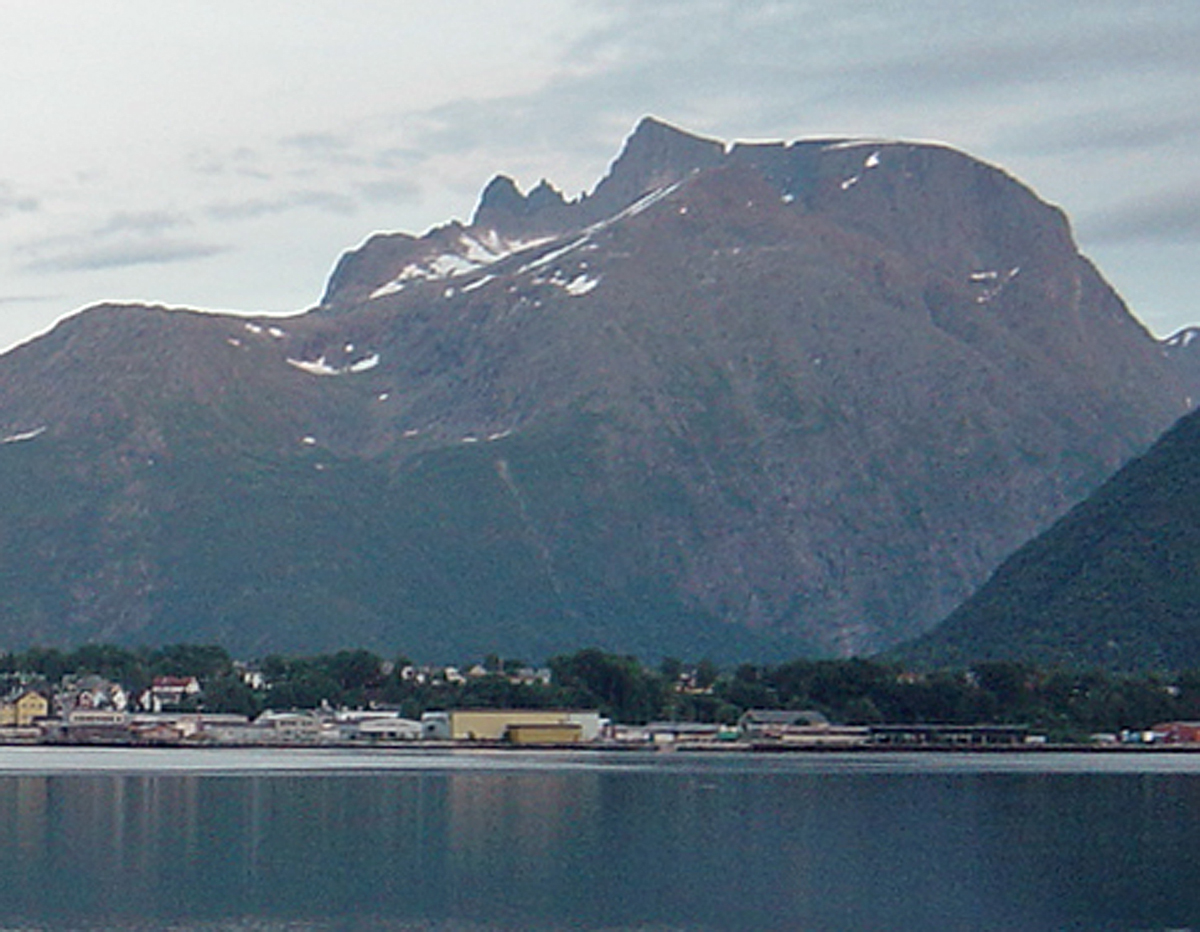
Vue depuis Aandalsnes.